# Da Hool
Frank Tomiczek, connu sous les noms de scène Da Hool, DJ Hooligan et Paranoia X, est un DJ et producteur allemand, né le 30 décembre 1968 à Bottrop.
Après des débuts dans sa ville natale à la fin des années 1980 et au début des années 1990 sous le nom de DJ Hooligan où il réalise le titre Rave Nation, il change en 1996 de nom d'artiste pour Da Hool, il connaît alors une reconnaissance internationale dans les années 1990 avec des titres tels Meet Her at the Love Parade (1997) ou Hypochonda (1998).

## Discographie

### Albums
- 1997 : Here Comes Da Hool.
- 2008 : Light My Fire

### Singles
- 1992 : B.O.T.T.R.O.P..
- 1992 : Space Girl.
- 1994 : Rave Nation.
- 1997 : Meet Her at Mayday.
- 1997 : Bora Bora.
- 1997 : Freakstyle
- 1997 : Meet Her at the Love Parade.
- 1998 : Hypochonda.
- 1998 : Get Funky.
- 1998 : Tony's Got the Biggest Dick.
- 1998 : Mama Sweet.
- 1999 : Wankers on Duty.
- 2000 : Eichelruck
- 2001 : Meet Her At The Love Parade 2001
- 2003 : Hazy/Crazy
- 2004 : Set The Stakes High
- 2005 : Bow Down
- 2005 : Don't Let Go
- 2006 : Streetlife
- 2007 : Light My Fire.
- 2008 : Hold On.
- 2009 : Summer
- 2008 : Wir Sind Sexy
- 2009 : Never Turn Around
- 2009 : See That Girl
- 2010 : Bora Bora 2010.
- 2011 : This Is Tricky!
- 2015 : Meet Her At The Love Parade (Oliver Heldens & HI-LO Remix) (plus connue sous le nom de MHATLP)